# 민진용의 옥사
민진용의 옥사(閔晉鏞獄事)는 1844년(헌종 10) 몰락한 노론계 출신 인물 민진용이 이원덕, 박순수 등을 포섭하여 은언군 이인의 서손자 이원경을 왕으로 추대하려다가 사전에 적발된 사건이다. 주모자는 모두 능지처참을 당했고 이원경(회평군)은 사사되었다.
순조 즉위후 붕당정치가 붕괴되며 시작된 세도정치는 견제세력의 부재로 국정문란을 초래했다. 사회·경제적인 역량이 성장함에 따라 교육기회가 늘어나고 지식인이 양산되면서 급변하는 사회와 달리 구태적인 정치와 제도 등 여러 사회모순에 대한 저항의 분위기가 확산되어 갔다. 안동김씨와 풍양조씨 가문은 정쟁만 일삼고 민생과 사회문제를 외면하자 민심이 흉흉해지며 홍경래의 난(1811)과 채수영의 난(1817) 등 민란이 일어났다. 아울러 '남응중의 모반사건(1836)' 등 몰락한 양반출신들에 이어 특별한 정치세력도 없는 중인출신들이 주도한 이번 모반사건은 조선후기의 불안한 사회상을 잘 보여주는 사건이다.

## 역사적 배경

### 정순왕후 수렴청정
1800년 정조의 치세가 끝나고 그와 반목했던 정순왕후가 11살의 어린 순조의 수렴청정을 하게 되었다. 그녀는 먼저 사교척결을 내세운 신유박해(1801)를 통하여 정적인 남인과 시파를 숙청하며 피바람을 일으켰다. 수백명이 죽고 정약용 등 많은 이들이 유배형에 처해지며 시파와 남인은 재기불가능한 지경에 이르렀다. 노론 벽파가 완전히 정권을 장악했으나 1803년(순조 3)부터 가믐, 평양과 함흥 그리고 종로, 창덕궁 등에 큰 불이 나며 민심이 흉흉해지자 1804년에 정순왕후가 일선에서 물러났다.

### 안동김씨 세도정치
순조의 친정이 시작되자 장인 김조순이 득세하여 안동 김씨의 세도정치가 시작되면서 견제세력이 없는 세도정치가 조선사회를 병들게 했다. 19세기 들어 급격한 변화를 겪던 조선은 국가기강과 삼정이 문란해졌고, 농토에서 유리된 농민들은 유민이 되거나 임금 노동자로 전락해갔다. 양극화가 극심해지며 신분질서가 와해되어갔고, 농촌사회가 파탄지경에 이르자 홍경래의 난(1811)과 채수영의 난(1817)을 비롯한 크고 작은 민란이 전국적으로 일어나며 민심이 흉흉해졌다. 

### 효명세자 대리청정
1827년, 순조는 안동김씨 세력을 누르고 난국을 타개하고자 효명세자에게 대리청정을 명했다. 그러나 효명세자의 외척인 풍양조씨 세력과 안동김씨 가문간에 다툼이 격화되며 척신정치의 폐해로 혼란만 가중되었다. 대리청정 3년만에 효명세자가 죽고 순조의 친정이 재개되자 안동김씨 가문에 의한  세도정치가 재개됐다. 1834년에 헌종이 8살에 즉위하자 대왕대비 순원왕후 김씨의 수렴청정으로인해 안동김씨의 세도정치가 이어지며 국정이 더욱 혼탁한 양상을 띄었다.

### 남응중의 역모
1836년 (헌종 2), 몰락한 양반가 출신인 남응중이 천안에서 남경중·문헌주·남공언 등과 함께 척신들의 횡포를 막고 새로운 왕을 추대하기 위한 반란을 모의하였다. 이들은  정조의 이복동생인 은언군(恩彦君)의 손자를 왕으로 추대하고 청주성을 점령한후 이곳을 기점으로 대거 반란을 일으키려하였다. 그러나 천기영(千璣英)이 고변으로 거사 전에 발각되었고, 그 결과 남응중 이하 모든 관련자는 효수(梟首)되었다. 세도정치로 인해 과거제도가 유명무실해지며 출사길이 막혀 몰락한 양반들이 주도하여 일으킨 모반사건이었다.

### 척신들의 정쟁
효명세자의 대리청정 시절에 풍양조씨 일족이 조정에 대거진출했으나 1830년에 효명세자가 죽자 세력이 위축되었다. 1834년, 어린 헌종이 즉위하자 순원왕후 김씨가 수렴청정하였는데, 순원왕후를 돕던 김유근이 은퇴하자 풍양조씨 가문은 권력을 장악하기 위해서 사교근절을 명분삼아 천주교도가 많았던 안동김씨 세력을 공격했다. 이로인해 1839년에 발생한 기해박해로 많은 순교자가 발생했고 이후 풍양조씨 가문이 조정에 대게 진출하였다. 1840년, 수렴청정이 끝나자 안동김씨의 세력은 더욱 위축되었고 헌종의 외조부 조만영을 위시한 풍양조씨 세력이 정권을 장악하였다. 그러나 조만영이 1846년에 사망하자 정권은 다시 안동김씨 가문으로 넘어가고 말았다.

## 사건 개요
민진용은 장단부사 민치협의 아들로 그의 집안은 오래전에 몰락하여 그와 그의 조상은 무인으로 생활하였다. 민진용은 이원덕(李遠德), 박순수(朴醇壽) 등과 가깝게 지냈는데, 이원덕은 의원으로 은언군 이인의 서자 이광의 지인이었고, 박순수는 양아버지 박종훈(朴宗薰)의 음덕으로 음서로 관직에 올라 부사를 역임했다. 민진용은 의술로 사람을 포섭해왔고, 이원덕, 박순수 등과 함께 이원경을 추대하려다가 1844년 8월 4일, 서광근의 고변으로 인해 사전에 발각되었다.
이튿날 이원경은 강화(江華)로 위리안치되었다. 고변에서는 이원경을 추대하기 위한 의장(義狀)에 수십여 명의 선비가 서명하였고, 이원경도 ‘이미 아버님의 가르침을 받았으니 마음에 두고 잊지 않는다[기승부교 불망우심(旣承父敎不忘于心)]’는 수표(手標)를 관련자에게 써서 주었다는 혐의가 가장 중요하게 거론되었다. 포도청에서의 1차 조사를 거쳐, 8월 11일에는 추국청에서의 추국이 시작되었다. 이원덕(李遠德)의 꿈에 임금 자리를 상징하는 곳에 이원경의 이름이 있었다는 등의 언급이 추국 과정에서 폭로되었다. 9월 3일, 이원경은 강화에서 다시 붙잡혀 와서 추국을 받았다. 9월 4일에는 민순용(閔純鏞) 등을 능지처사하도록 하였고, 9월 5일에는 이원경을 제주(濟州)에 위리안치했다가 사사했다. 9월 9일 나머지 관련자들에 대한 포도청의 심문을 마지막으로 옥사는 마무리되었다.

## 영향
1778년(정조 2) 정조의 이복동생 은언군이 홍국영(洪國榮)과 함께 역모했다는 벽파(僻派)의 무고에 따라 은언군의 아들 상계군이 사망하고, 다음해에 은언군의 일가는 강화부(江華府) 교동(喬洞)으로 추방되어 유배생활을 시작했다. 1801년 신유박해때 은언군은 그의 부인 송씨, 며느리 신씨와 함께 사사당한다. 이후 은언군의 후손들은 채수영의 난(1817년), 남응종의 옥사(1836년) 때도 역모에 연류되어 곤욕을 치루었다.
이번 역모사건에 은언군의 손자 이원경(훗날 회평군)이 가담하였다가 발각되어 사사되었고, 은언군의 일가는 죄인의 후손이자 형제가 되었으며 종친세력은 크게 위축되었다. 이로 인해 훗날 1849년에 은원군의 또다른 손자 이원범이 철종으로 즉위했으나 외척 세도정권에 맞서 왕실의 권위를 지키기가 어려운 상황이 되어 버렸다.
은언군과 은언군 일가, 상계군 일가 등에 관련된 자료는 대부분 세초, 각자, 먹칠, 인멸해버려 은언군 일가의 생애에 대한 자세한 상황은 확인하기 힘들다.

## 같이 보기
- 회평군 이원경
- 철종 (이원범)
- 전계대원군 이광
- 삼정의 문란
- 신유박해 (1801년)
- 홍경래의 난 (1811년)
- 채수영의 난 (1817년)
- 남응종의 옥사 (1836년)